# Långevatten (Västerlanda socken, Bohuslän, 644090-127809)
Långevatten är en sjö i Lilla Edets kommun i Bohuslän och ingår i Göta älv-Bäveåns kustområde. Långevatten ligger i Svartedalen Natura 2000-område. Sjöns area är 0,011 kvadratkilometer och den befinner sig 120 meter över havet.